# Kimiko Hida
Kimiko Hida (født 26. september 1977) er en kvindelig håndboldspiller fra Japan. Hun spiller for Sony Semiconductor Handball Team og Japans kvindehåndboldlandshold, som målvogter.
Hun deltog under VM 2019 i Japan og VM 2013 i Serbien.